# مهردشت
مهردشت (بالفارسية: مهردشت) هي مدينة تقع في إيران في Bahman District. يقدر عدد سكانها بـ 7,201 نسمة .